# Чекалин
Чекалин (рус. Чекалин) град је у Русији у Тулској области.

## Становништво
| 1939. | 1959. | 1970. | 1979. | 1989. | 2002. | 2010. |
| ----- | ----- | ----- | ----- | ----- | ----- | ----- |
| 2.400 | 2.208 | 2.085 | 1.725 | 1.319 | 1.151 | 994   |